# Dibromchlormethan
Dibromchlormethan ist eine chemische Verbindung aus der Gruppe der aliphatischen gesättigten Halogenkohlenwasserstoffe und Trihalogenmethane.

## Vorkommen
Dibromchlormethan findet sich in Schwimmbädern als Beiprodukt der Reaktion von Chlor mit organischen Substanzen. Geringe Mengen werden auch von Algen im Meer produziert.

## Gewinnung und Darstellung
Dibromchlormethan kann durch Phasentransferkatalyse von Chloroform, Bromoform und Benzyltriethylammoniumchlorid mit Natriumhydroxid gewonnen werden.

## Eigenschaften
Dibromchlormethan ist eine farblose bis gelbliche Flüssigkeit mit chloroformartigem Geruch, welche schwer löslich in Wasser ist.

## Verwendung
Dibromchlormethan kann zur Herstellung von Bromchlorcarben unter Phasen-Transfer-Bedingungen verwendet werden. Es diente früher auch als Zwischenprodukt zur Herstellung von Flammschutzmittel und Kühlmitteln.